# Донал Лоуг
Донал Лоуг (англ. Donal Logue) — ірландсько-канадський актор, кінопродюсер та письменник. Відомий ролями Декса у комедійному фільмі «Дао Стіва», Лі Торіка у серіалі «Сини анархії», короля Горіка у серіалі «Вікінги», Шона Фіннері у серіалі «Основа для життя», генерала Брендана Донована у серіалі «Лягавий», Генка Долворта у серіалі «Тер'єри», лейтенанта Деклана Мерфі у серіалі «Закон і порядок: Спеціальний корпус» та детектива Гарві Буллока у серіалі «Готем».

## Біографія
Народився 27 лютого 1966 року в Оттаві (Онтаріо, Канада) в сім'ї ірландців із графства Керрі. Будучи кармелітом, його батько — Майкл Дж. Лоуг — зустрів його матір — Елізабет — під час своєї католицької місіонерської поїздки в Африку. Згодом вони одружилися та переїхали до Англії. Донал має трьох сестер: Каріну, Дейдре та Ейлін. Його батько — президент фірми «Ешлінг Індастрі», яка спеціалізується на виробництві мікрочипів для мобільних компаній. Свої дитячі та підліткові роки провів в Ель Сентро (Каліфорнія), де відвідував Середню школу центрального союзу (англ. Central Union High School), а довчався в Англії — у Коледжі Св. Ігнатія в Енфілді, Великий Лондон. Навчаючись в школі, Донал став чемпіоном штату Каліфорнія з імпровізаційного мовлення, а 1983 року його обрали президентом щорічного форуму Хлопці нації (англ. Boys Nation), який організовує Американський легіон. У 1980-х та 1990-х роках його матір займалася вчительською діяльністю у Середній школі Колексіко, Каліфорнія. Закінчивши школу, Лоуг вивчав історію в Гарвардському університеті. Ба більше, навчавшись там, Донал став членом мистецького товариства Сігнет (англ. Signet Society).

## Кар'єра
Дебютував у кіно 1992 року, зігравши роль Гантера Янека у фільмі «Проникнення». 1993 року з'явився у фільмі «Геттісберг», де виконав роль Елліса Спіра. Цього ж року зіграв епізодичну роль сценарного агента Джада Бромелла у серіалі «Північна сторона». В одному із епізодів серіалу «Цілком таємно» виконав роль агента ФБР. Ба більше, на початку 1990-х Доналове зображення Джіммі-таксиста стало основним промо-роликом MTV.
2000 року з'явився у фільмах «Блейд» та «Патріот». Також знявся у двох фільмах Едварда Бернса: «Фіолетові фіалки» та «Друзі чоловіка». Роль Декса у фільмі «Дао Стіва» принесла Лоугу Спеціальний приз журі на кінофестивалі «Сандерс» 2000 року. З 2003 по 2005 роки грав роль Чака Мартіна — медбрата авіаційного підрозділу та чоловіка Сюзан Лювіс — у серіалі «Швидка допомога».
2005 року виконав роль другого плану у фільмі «Між небом та землею». З'явився у ролі Філа Стеббса в пілотній серії серіалу «Ед», але, зрештою, покинув шоу та пішов зніматися у ситкомі «Основи для життя», який отримав позитивну оцінку критиків. Також зіграв ролі у таких фільмах як: «Примарний вершник» (2007), «Зодіак» (2007) та «Макс Пейн» (2008).
2010 року виконав роль пацієнта-мільйонера у серіалі «Доктор Хаус». Цього ж року почав грати роль Генка Долворта у серіалі «Тер'єри», який згодом закрили через низькі рейтинги. Наприкінці 2012 року ввійшов до акторського складу серіалу «Сини анархії», де зіграв роль колишнього маршала Лі Торіка, який намагається вистежити вбивцю своєї сестри. У 2013—2014 роках виконував роль короля Горіка у серіалі «Вікінги». 2013 року ввійшов до акторського складу серіалу «Лягавий», де зіграв роль генерала Брендана Донована. У період між березнем та травнем 2014 року з'явився у шести епізодах серіалу «Закон і порядок: Спеціальний корпус», де виконав роль лейтенанта Деклана Мерфі. З 2014 року по наші дні входить до головного акторського складу серіалу «Готем», де грає роль детектива Гарві Буллока.

## Особисте життя
Має подвійне громадянство — канадське та ірландське. Батько двох синів, які народились у шлюбі з Кейсі Волкер.

## Фільмографія

### Кіно
| Year | Назва                                    | Оригінальна назва                      | Роль                  | Примітки                  |
| ---- | ---------------------------------------- | -------------------------------------- | --------------------- | ------------------------- |
| 1992 | Проникнення                              | Sneakers                               | Доктор Гантер Янек    |                           |
| 1993 | Геттісберг                               | Gettysburg                             | Капітан Елліс Спір    |                           |
| 1993 | Вірус                                    | And the Band Played On                 | Боббі Кембелл         |                           |
| 1994 | Викриття                                 | Disclosure                             | Ченс Гір              |                           |
| 1994 | Маленькі жінки                           | Little Women                           | Джейкоб Майер         |                           |
| 1995 | Баха                                     | Baja                                   | Алекс                 |                           |
| 1995 | Рапсодія Маямі                           | Miami Rhapsody                         | Дерек                 |                           |
| 1995 | Три ніндзя. Кісточки вгору               | 3 Ninjas Knuckle Up                    | Джіммі                |                           |
| 1996 | Вінтерлюд                                | Winterlude                             | Кріс Гемпсон          | Короткометражка           |
| 1996 | Могила                                   | The Grave                              | Клітус                |                           |
| 1996 | Око за око                               | Eye for an Eye                         | Тоні                  |                           |
| 1996 | Дияволиці                                | Diabolique                             | Відеотехнік #1        |                           |
| 1996 | Дорогий Боже                             | Dear God                               | Вебстер               |                           |
| 1996 | Джеррі Маґвайр                           | Jerry Maguire                          | Рік                   |                           |
| 1997 | Розмір кавунів                           | The Size of Watermelons                | Гном                  |                           |
| 1997 | Місцева поліція                          | Metro                                  | Ерл                   |                           |
| 1997 | Пророк                                   | Glam                                   | Том Стоун             |                           |
| 1997 | Чоловіки зі зброєю                       | Men with Guns                          | Голдмен               | також виконавчий продюсер |
| 1997 | Перша любов, останні почесті             | First Love, Last Rites                 | Ред                   |                           |
| 1998 | Блейд                                    | Blade                                  | Квін                  |                           |
| 1998 | Блискавична брехня                       | A Bright Shining Lie                   | Стівен Бернет         |                           |
| 1998 | Тонка червона лінія                      | The Thin Red Line                      | Марл                  |                           |
| 1999 | Наречена-втікачка                        | Runaway Bride                          | Священик Браян Норріс |                           |
| 1999 | Велика стрижка                           | The Big Tease                          | Імонн                 |                           |
| 2000 | Доа Стіва                                | The Tao of Steve                       | Декс                  |                           |
| 2000 | Готель «Мільйон доларів»                 | The Million Dollar Hotel               | Чарлі Бест            |                           |
| 2000 | Азартні ігри                             | Reindeer Games                         | Паг                   |                           |
| 2000 | Вкради цей фільм                         | Steal This Movie                       | Стью Альберт          |                           |
| 2000 | Злом                                     | Takedown                               | Алекс Леве            |                           |
| 2000 | Відступники                              | The Opportunists                       | Пет Даффі             |                           |
| 2000 | Патріот                                  | The Patriot                            | Ден Скотт             |                           |
| 2001 | Замок                                    | The Château                            | Сонні                 |                           |
| 2002 | Лиходії з коміксів                       | Comic Book Villains                    | Реймонд МакГілліседі  |                           |
| 2003 | Афера                                    | Confidence                             | Офіцер Ллойд Вітворт  |                           |
| 2003 | Американська пишнота                     | American Splendor                      | актор Гарві           |                           |
| 2003 | Два дні                                  | Two Days                               | Рей О'Коннор          |                           |
| 2005 | Зіграємо в тенніс?                       | Tennis, Anyone…?                       | Денні Маклін          |                           |
| 2005 | Між небом і землею                       | Just Like Heaven                       | Джек Горіскі          |                           |
| 2006 | Закон Джека                              | Jack's Law                             | Базз                  |                           |
| 2006 | Друзі чоловіка                           | The Groomsmen                          | Джімбо                |                           |
| 2006 | Наживка для акули                        | Shark Bait                             | Трой                  | Голос                     |
| 2006 | Громадянин Двейн                         | Citizen Duane                          | Дядько Бінго          |                           |
| 2006 | Майже рай                                | Almost Heaven                          | Марк Брейді           |                           |
| 2006 | Колишній                                 | The Ex                                 | Дон Воллебін          |                           |
| 2007 | Гарне життя                              | The Good Life                          | Деріл                 |                           |
| 2007 | Примарний вершник                        | Ghost Rider                            | Мек                   |                           |
| 2007 | Зодіак                                   | Zodiac                                 | Кен Нарлоу            |                           |
| 2007 | Фіолетові Фіалки                         | Purple Violets                         | Чез Коулмен           |                           |
| 2008 | В гостях добре, а вдома краще            | No Place Like Home                     | Дядько Едді           | Короткометражка           |
| 2008 | Макс Пейн                                | Max Payne                              | Алекс Болдер          |                           |
| 2009 | Жилець                                   | The Lodger                             | Джо Бантінг           |                           |
| 2010 | Подвійне життя Чарлі Сан-Клауда          | Charlie St. Cloud                      | Тінк Вітербі          |                           |
| 2011 | Щелепи 3D                                | Shark Night 3D                         | Шериф Грег Сабін      |                           |
| 2011 | Олівер Шерман                            | Oliver Sherman                         | Франклін Паж          |                           |
| 2012 | Риф 3D                                   | The Reef 2: High Tide                  | Трой                  |                           |
| 2012 | Убий заради мене                         | Kill For Me                            | Батько Гейлі          |                           |
| 2012 | Тиха ніч                                 | Silent Night                           | Санта Джім Епстайн    |                           |
| 2013 | Клуб CBGB                                | CBGB                                   | Мерв Фергесон         |                           |
| 2015 | Сторонній                                | The Intruders                          | Джеррі Гелшфорд       |                           |
| 2018 | Парадокс Кловерфілда                     | The Cloverfield Parado                 | Марк Стамблер         |                           |
| 2021 | Оселя зла: Ласкаво просимо у Раккун-Сіті | Resident Evil: Welcome to Raccoon City | Брайан Айронс         |                           |

### Телебачення
| Рік       | Назва                               | Оригінальна назва                 | Роль                          | Примітки                           |  |
| --------- | ----------------------------------- | --------------------------------- | ----------------------------- | ---------------------------------- |  |
| 1993      | Цілком таємно                       | The X-Files                       | Агент Том Колтон              | Епізод: «Squeeze»                  |  |
| 1993      | Північна сторона                    | Northern Exposure                 | Джад Бромелл, сценарний агент | Епізод: «Baby Blues»               |  |
| 1994      | Команда                             | The Crew                          | Біл Пірс                      |                                    |  |
| 1995      | Медичний м'яч                       | Medicine Ball                     | Денні Меклін                  |                                    |  |
| 1996      | Суспільна мораль                    | Public Morals                     | Кен Шалер                     |                                    |  |
| 1998      | Блискавична брехня                  | A Bright Shining Lie              | Стівен Бернетт                | Телефільм                          |  |
| 1998      | Фелісіті                            | Felicity                          | Едді                          |                                    |  |
| 2001–2005 | Основа для життя                    | Grounded for Life                 | Шон Фіннері                   | 91 епізод                          |  |
| 2003–2005 | Швидка допомога                     | ER                                | Чак Мартін                    | 11 епізодів                        |  |
| 2007      | Лицарі процвітання                  | The Knights of Prosperity         | Юджін Геркін                  |                                    |  |
| 2007      | Монк                                | Monk                              | Галлі                         | Епізод: «Mr. Monk Is Up All Night» |  |
| 2008–2009 | Життя                               | Life                              | Капітан Кевін Тідвелл         |                                    |  |
| 2010      | Тер'єри                             | Terriers                          | Генк Долворт                  |                                    |  |
| 2011      | Доктор Хаус                         | House                             | Сайрус Гаррі                  | Епізод: «Changes»                  |  |
| 2012–2013 | Сини анархії                        | Sons of Anarchy                   | Лі Торік                      |                                    |  |
| 2013–2014 | Вікінги                             | Vikings                           | Король Горік                  |                                    |  |
| 2013      | Лягавий                             | Copper                            | Генерал Брендан Донован       |                                    |  |
| 2014–2015 | Закон і порядок: Спеціальний корпус | Law & Order: Special Victims Unit | Лейтенант Деклан Мерфі        | Сезони 15 — 17                     |  |
| 2014–2019 | Готем                               | Gotham                            | Гарві Буллок                  | 100 епізодів                       |  |
| 2019      | Стамптаун (серіал)                  | „Stumptown“                       | Приватний детектив Арті Банки | 2 епізоди                          |  |
| 2022-2023 | Праведниця                          | The Equalizer                     | Колтон Фіск                   | 3 сезон                            |  |